# Infrasauna

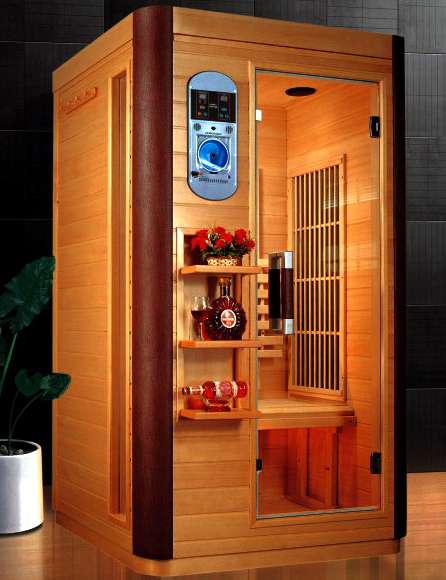
Infrasuna

Infrasauna nebo také infrakabina je obvykle dřevěná kabina podobná sauně, která díky infrapanelům prohřívá lidský organismus. Proceduru v infrakabině lze absolvovat před sportovní, rehabilitační či regenerační aktivitou, před kosmetickým ošetřením pleti nebo před pobytem v chladném prostředí.

## Charakteristika
Infrasauna (známá rovněž jako infrakabinka) pracuje pomocí vyzařování infračervených paprsků.
Dlouhovlnné infračervené záření proniká rovnou do tělových tkání. Dostane se až do hloubky více než 4 cm. Vše proběhne zcela přirozeně - svaly se uvolňují a zklidňují, tělo není zatěžováno. Infrasauna má energii nastavenou tak, aby se co nejvíce vyrovnala energii vyzařované lidským tělem. Produkování potu v infrasaunách je až třikrát vyšší - při okolní teplotě již okolo 45 – 60 °C.

## Princip infrasauny
V infračervené kabině probíhá saunování na principu emise infračerveného záření pomocí speciálních keramických zářičů. Infračervené záření proniká hluboko do svalové tkáně a prohřívá ji. Intenzivní pocení se uskutečňuje už při teplotě kolem 50 °C. Lidský organismus není nijak zatěžován. Během pobývání v kabině se dýchá vzduch s teplotou od dvaceti do 55 °C. Vyzařované teplo se z osmdesáti až devadesáti procent vstřebá do lidského těla. Do prostoru kabiny se dostane jenom zbytek tepla, což umožňuje dýchání vzduchu v kabině o teplotě 20 až 55 °C.

## Druhy infrasauny
Infrasauny existují pro individuální nebo skupinové používání. Účinnost různých druhů závisí na zvolené technologii infrazářičů. Existují zařízení s keramickými infrazářiči, širokospektrálními světelnými nebo celoplošnými fóliovými zářiči. Účinnost určuje také vlnová délka. Zde platí čím kratší vlnová délka, tím intenzivnější účinek na organismus. Infrasauny s delší vlnovou délkou infrazářiče mají hlavně relaxační účinek. Infrakabiny se umísťují do rohu místností nebo volně do prostoru.

## Správné saunování
Pro využití maximálního výkonu infračervené terapie se teplota v infrasauně nastavuje na nejvyšší hodnotu. Teplota nastavená na nižší hodnotu se projevuje v průběžném vypínání a opětovném zapínání topidla – pro udržení nastavené teploty. Vnitřní teplota sauny při vstupu není rozhodující – vyšší pocení začíná až po asi čtvrt hodině. Regulaci teploty v infrasauně umožňují pohyblivé střešní ventilace a pootevřené dveře. Pro saunování je vhodná jakákoliv doba, avšak nejvíce ráno, či pro jedince s problémy se spaním večer. Během saunování je vhodné mít po ruce ručníky (osušky) na utírání potu i na podložení.

## Vliv infrasauny na zdraví
Infrasauny prohřívají tělo a prokrvují organismus. Saunování posiluje imunitní systém, uvolňuje dýchací cesty, vylepšuje nespavost, akné, ekzém, bolesti v krku a onemocnění uší.[zdroj⁠?!] Podporuje elasticitu kůže a odstraňuje odumřelé buňky a nečistoty z kůže.[zdroj⁠?!]
Dále umí infrasauna uvolnit namožené svaly a uleví od bolesti zad.[zdroj⁠?!] Úleva přichází také při ztuhlosti kloubů, výronu kotníku. Díky infrasauně se snadněji vyplavují toxické látky z těla a ovlivňuje se také redukce váhy.[zdroj⁠?!] Pomáhá k načerpání nové energie, vylepší psychiku, zbavuje únavy a ovlivňuje i lepší hojení poranění, popálenin a ekzémů.